# Каргополова, Галина Викторовна
Галина Викторовна Каргополова (род. в г.Сталинград 24 октября 1937 года) — советский и российский деятель в области искусств, член-корреспондент Российской академии художеств (2012). Заслуженный работник культуры Российской Федерации (2003).

## Биография
Родилась 24 октября 1937 года.
В 1970 году — окончила романо-германское отделение филологического факультета МГУ.
С 1970 по 1981 годы — научный сотрудник ВНИИПИ (Всесоюзный научно-исследовательский институт патентной информации), где занималась разработкой вопросов информационного обеспечения по программам международного сотрудничества в рамках СЭВ и Международной организации интеллектуальной собственности.
С 1981 года — старший эксперт ВО «Госизопропаганда», а затем ВХПО имени Е. В. Вучетича Министерства культуры СССР (отдел выставок), где занималась организацией направления художественных выставок за рубеж и приема в СССР зарубежных выставок, сопровождения выставок отечественного изобразительного искусства.
С 1987 года — сотрудник Российской академии художеств: заместитель начальника отдела пропаганды АХ СССР (с 1988 года), начальник управления информации и рекламы Российской академии художеств (2010—2018).
В 2012 году — избрана членом-корреспондентом Российской академии художеств.

## Деятельность
Автор ряда статей по профильным направлениям деятельности Академии, её ведущих мастеров, опубликованных в различных печатных изданиях.
Координатор и консультант серии видеофильмов, посвященных творчеству ведущих мастеров отечественного изобразительного искусства и архитектуры, членов Академии — около 70 творческих портретов.
Консультативная помощь и организационное содействие съемочной группе канала «Культура» в создании 96-серийного видеофильма об истории Российской академии художеств в связи с проведением 250-летнего юбилея Академии (2006—2007).
Принимала участие в разработке концепции и структуры информационного бюллетеня, посвященного деятельности РАХ и входящих в её состав подразделений, распространение которого по ведущим библиотекам России проходило через Книжную палату. Составитель, один из редакторов почти 20 его выпусков. Один из соавторов буклета о РАХ, Галереи искусств и др.

## Награды
- Заслуженный работник культуры Российской Федерации (2003)[1]
- Медаль «В память 850-летия Москвы»